# Efekt Warburga (botanika)
Efekt Warburga – zjawisko inhibicji fotosyntezy netto przez tlen. Efekt może być mierzony zarówno ilością asymilowanego przez komórkę CO2, jak i ilością pobieranego tlenu. Zjawisko zostało zaobserwowane przez Otto Heinricha Warburga w roku 1920  i od nazwiska odkrywcy bierze swoją nazwę.

## Przyczyny zjawiska
Swoje badania Warburg prowadził na glonach z rodzaju Chlorella. W stężeniu tlenu 21% glony wykazywały jedynie 65% maksymalnej wydajności fotosyntezy, zaś w stężeniu tlenu bliskiemu 100% natężenie fotosyntezy spadało do 55% maksymalnej wartości. W kolejnych badaniach Warburg wykazał istnienie zjawiska u roślin wyższych. Efekt zahamowania fotosyntezy jest odwracalny. Po obniżeniu stężenia tlenu, natężenie fotosyntezy netto powtórnie wzrasta. Hamujące działanie tlenu może zostać odwrócone przez podniesienie stężenia CO2. Obserwuje się także wzrost stężenia glikolanu wraz z podnoszeniem stężenia tlenu. Wszystkie te obserwacje wskazują, że efekt Warburga jest związane ze wzrostem fotooddychania. Enzym Rubisco może przeprowadzać zarówno reakcję karboksylacji rybulozo-1,5-bisfosforanu, jak i reakcję utlenienia tego związku. Podniesienie stężenia tlenu prowadzi do zwiększenia udziału reakcji utleniania wraz ze zmniejszeniem szybkości karboksylacji. Pojawiający się w zwiększonych ilościach glikolan jest produktem reakcji utleniania. U większości roślin fotosynteza zachodzi z maksymalną wydajnością w stężeniu tlenu 2%. W tych warunkach fotooddychanie jest zahamowane przez niedobór tlenu. W atmosferycznym stężeniu tlenu (21%) u większości roślin natężenie fotosyntezy netto jest mniejsze od maksymalnego. Spadek wydajności asymilacji CO2 następuje także w warunkach podwyższonej temperatury.
Jednakże znane są rośliny, u których podniesienie stężenia tlenu z 2% do 21% nie powoduje spadku natężenia fotosyntezy netto. Są to rośliny o fotosyntezie C4, charakteryzujące się punktem kompensacyjny CO2 bliskim zeru. W wyniku przystosowań fizjologicznych i anatomicznych te rośliny nie wykazują fotooddychania.
W pewnym stopniu na efekt Warburga mogą także odpowiadać reakcje określane jako pseudocykliczny transport elektronów. Elektrony z ferredoksyny zwykle służące do redukcji NADP mogą zostać przeniesione na tlen. W wyniku tej reakcji część energii pochłoniętej przez chlorofil jest tracona. Efekt Warburga jest sumą fotooddychania oraz pseudocyklicznego transportu elektronów.
Istnieje również inne zjawisko nazywane efektem Warburga, także zaobserwowane po raz pierwszy przez Otto Heinricha Warburga. Zjawisko to polega na zwiększonej fermentacji w komórkach nowotworowych.